# Engelepogon thasia
Engelepogon thasia là một loài ruồi trong họ Asilidae. Engelepogon thasia được Tsacas miêu tả năm 1964. Loài này phân bố ở vùng Cổ Bắc giới.